# Лагуна
Лагу́на (итал. laguna, от лат. lacus — озеро) — мелкий водоём, отделённый от большей части воды барьерными островами или рифами. Обычно лагуны делятся на прибрежные и окружённые атоллами. Кроме того, лагуны встречаются на смешанных песчаных и галечных береговых линиях. Существует частичное совпадение между водоёмами, которые классифицируются как прибрежные лагуны, и водоёмами, которые относят к эстуариям. Лагуны являются распространёнными элементами береговой полосы во многих частях мира.
Также лагуны могут быть искусственными и использоваться для очистки сточных вод, как, например, в случае с аэротенками и анаэробными прудами.
Типичный пример лагунного города — Венеция. Первоначально Лагуной называлась только Венецианская лагуна, но позже этот термин стал применяться к мелким заливам по всему миру. Благодаря своей защищённости лагуны часто являются уникальными природными биотопами. Они служат приютом для водных птиц, рыб и зверей. Экологически важные лагуны находятся под защитой международных ведомств.
Если в лагуну впадает крупная река, то вода в лагуне может быть почти пресной, а её уровень может превышать уровень моря. Таковы, например, Куршский и Калининградский заливы. В таком случае они фактически являются лиманами (например, Молочный лиман или лиманы в дельте Кубани). В то же время, на Чёрном и Азовском морях так называются некоторые лагуны без впадающих рек.